# Federico Errázuriz Zañartu
Federico Marcos del Rosario Errázuriz Zañartu (Santiago, 25 de abril de 1825-Santiago, 20 de julio de 1877) fue un abogado y político chileno, presidente de la República entre 1871 y 1876. Fue el primer presidente nacido posteriormente a la independencia del país.

## Biografía
Hijo de Francisco Javier Errázuriz Aldunate y de Josefa Zañartu Manso de Velasco, miembro de la familia Errázuriz, una de las prominentes familias de origen vasco de la aristocracia chilena. Federico Errázuriz estudió en el Seminario Conciliar (donde recibió las órdenes menores) y la Universidad de Chile. En 1846 obtuvo el título de abogado. En 1848 obtuvo la licenciatura de Teología en la misma universidad.
Se casó con Eulogia Echaurren, y tuvieron 14 hijos, entre ellos el también presidente de Chile Federico Errázuriz Echaurren, la primera dama María Errázuriz Echaurren y Ladislao Errázuriz Echaurren. 
Miembro fundador del Club de la Reforma, combatió arduamente al gobierno de Manuel Montt. Posterior a la Revolución de 1851, fue desterrado al Perú.
Intendente de la provincia de Santiago desde el 16 de mayo al 28 de septiembre de 1864, en reemplazo de Francisco Bascuñán Guerrero.
Ministro de Guerra y Marina, y de Justicia, Culto e Instrucción Pública del presidente José Joaquín Pérez, durante su estancia en el ministerio armó la maquinaria electoral que le aseguraría la Presidencia de la República en 1871. 
Fue designado candidato presidencial por la convención de la Fusión Liberal-Conservadora, compitiendo con José Tomás de Urmeneta, candidato de los nacionales y liberales disidentes. Triunfó con 226 votos contra 58 de su rival.

## Inicios de su presidencia
Errázuriz era un hombre de temple autoritario, con ideas políticas de carácter conservador-laico, a pesar de su pertenencia al partido liberal, forjadas en la cultura agraria de su hacienda de Colchagua.
Su primer ministerio estuvo formado por:
- Interior: Eulogio Altamirano Aracena
- Relaciones Exteriores: Adolfo Ibáñez Gutiérrez
- Hacienda: Camilo Cobo
- Guerra y Marina: Aníbal Pinto
- Justicia, Culto e Instrucción Pública: Abdón Cifuentes

De los cinco, el único conservador era Cifuentes, quien al ingresar al gobierno advirtió inmediatamente al presidente de la peligrosa situación internacional por la que pasaba Chile después de la guerra con España. La vulnerable situación en defensa, prácticamente sin marina y con una probable guerra con Argentina, Bolivia o Perú, o peor aún una guerra contra los tres juntos (el «cuadrillazo»). Esto hizo que el presidente creara el ministerio de relaciones exteriores, al cual entró como ministro Adolfo Ibáñez, quien dedicó toda su energía a solucionar el conflicto de la Patagonia (a la sazón en litigio con Argentina) y a la compra de dos blindados para la escuadra, que vendrían a ser el «Almirante Cochrane» y el «Blanco Encalada».
En política interna, apareció la lucha teológica, causada por el conflicto por los cementerios y el registro civil.
El 5 de octubre de 1871 falleció el coronel retirado Manuel Zañartu, tío materno del Presidente y que vivía en público concubinato y por esto se le negó la confesión de sus pecados al morir. Al intentar sepultarlo el cura párroco se negó a recibir en el cementerio al fallecido, pues la iglesia le prohibía dar sepultura a los impenitentes al lado de los fieles. Se armó un escándalo nacional, por la deshonra de un muerto que luchó en la guerra de independencia. Finalmente el ministro de culto, hombre católico pero realista, promulgó la ley de los cementerios, en la que se reservaba un espacio en los cementerio públicos para los que no pudieran ser enterrados según el rito católico. 
Otro elemento de la lucha doctrinal fue la cuestión de los matrimonios. Don Agustín Palazuelos, en esos momentos enemistado con el clero por no prestar juramento como diputado, quiso contraer matrimonio, mas, para vengar la afrenta la curia le denegó el permiso por considerarlo un sacrílego. Pidió permiso entonces para casarse como disidente, pero también le fue negado. Entonces Palazuelos decidió hacer su matrimonio como un simple acto civil, con testigos y sin sacerdotes. Nuevamente estalló la lucha religiosa, por la necesidad de un registro civil para los matrimonios. La iglesia pudo aplacar un poco lo anterior al bendecir públicamente el matrimonio de Palazuelos.
Ambos incidentes hicieron peligrar la Fusión Liberal-Conservadora, que llevó a la presidencia a Errázuriz, por las gravitantes diferencias ideológicas entre los ultramontanos y los liberales.

## El fin de la Fusión

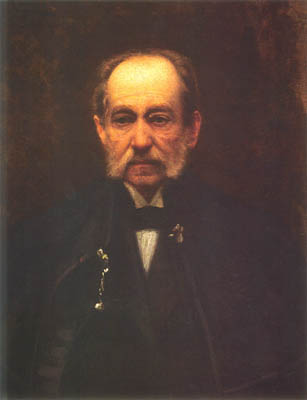
Abdón Cifuentes, Ministro de Justicia del Presidente Errázuriz.

La Fusión a estas alturas estaba descompuesta, sólo necesitaba una chispa para estallar y esta chispa vino del conflicto de la enseñanza. Abdón Cifuentes, como ministro de instrucción pública, estaba embarcado en la misión de hacer aprobar la ley de libertad de exámenes. Esta ley beneficiaría a las escuelas privadas (mayoritariamente católicas), las cuales podrían hacer el examen de ingreso a las universidades en su propio colegio y no ante los profesores del Instituto Nacional, como era hasta entonces. Cifuentes fundamentaba su proyecto en los abusos que los profesores del Instituto cometían, especialmente haciendo clases particulares a alumnos de pésimo rendimiento en sus colegios, centradas en prepararlos para rendir el examen que ellos mismos confeccionaban, mientras los alumnos con mayores capacidades, eran reprobados por no ajustarse a los textos de estudio usados en el Instituto. 
Promulgada la ley, se produjo un grave enfrentamiento entre el ministro y el rector del Instituto Nacional Diego Barros Arana (de tendencia liberal). Los enemigos del rector causaron desórdenes dentro del instituto logrando su destitución siendo nombrado en su lugar Camilo Cobo. Se nombró a Barros Arana delegado de instrucción media, pero el gobierno bicéfalo del instituto causó aún más desórdenes dentro del plantel que terminaron con la renuncia del nuevo rector (ya renunciado del ministerio). 
Errázuriz censuró esto y terminó con el cargo de delegado de instrucción media, dejando automáticamente a Barros Arana sin puesto en el instituto. Con su ira y la de sus partidarios se dirigió al ministerio de instrucción, y se organizó un asalto contra la sede del ministerio, el cual fue repelido por fuerzas de la policía a último minuto. A esto se sumó un grave problema, dado que si el alumno fracasaba en un colegio, los padres lo matriculaban en otro, y si el problema persistía se buscaban otros colegios. Algunos estudiantes llegaron a rendir exámenes en 14 oportunidades en distintos establecimientos y algunos inescrupulosos fundaron colegios de papel, como uno llamado La Purísima para Jóvenes, que no tenía domicilio, y que a cambio de dinero, confería diplomas para optar al bachillerato.
Los desórdenes alcanzaron incluso a la universidad. Rodulfo Amando Philippi se quejó al ministro Cifuentes, debido a que la insolencia de los estudiantes llegó al punto de que se negaban a entrar a clase porque era invierno y las temperaturas eran bajas.
Indignados por los problemas y los vejámenes que sufrió el ministro Cifuentes en el asalto, el partido conservador permitió que renunciara. Errázuriz lo reemplazó por el liberal José María Barceló. No quedaban conservadores en el gabinete, la fusión estaba muerta.

## Reformas constitucionales

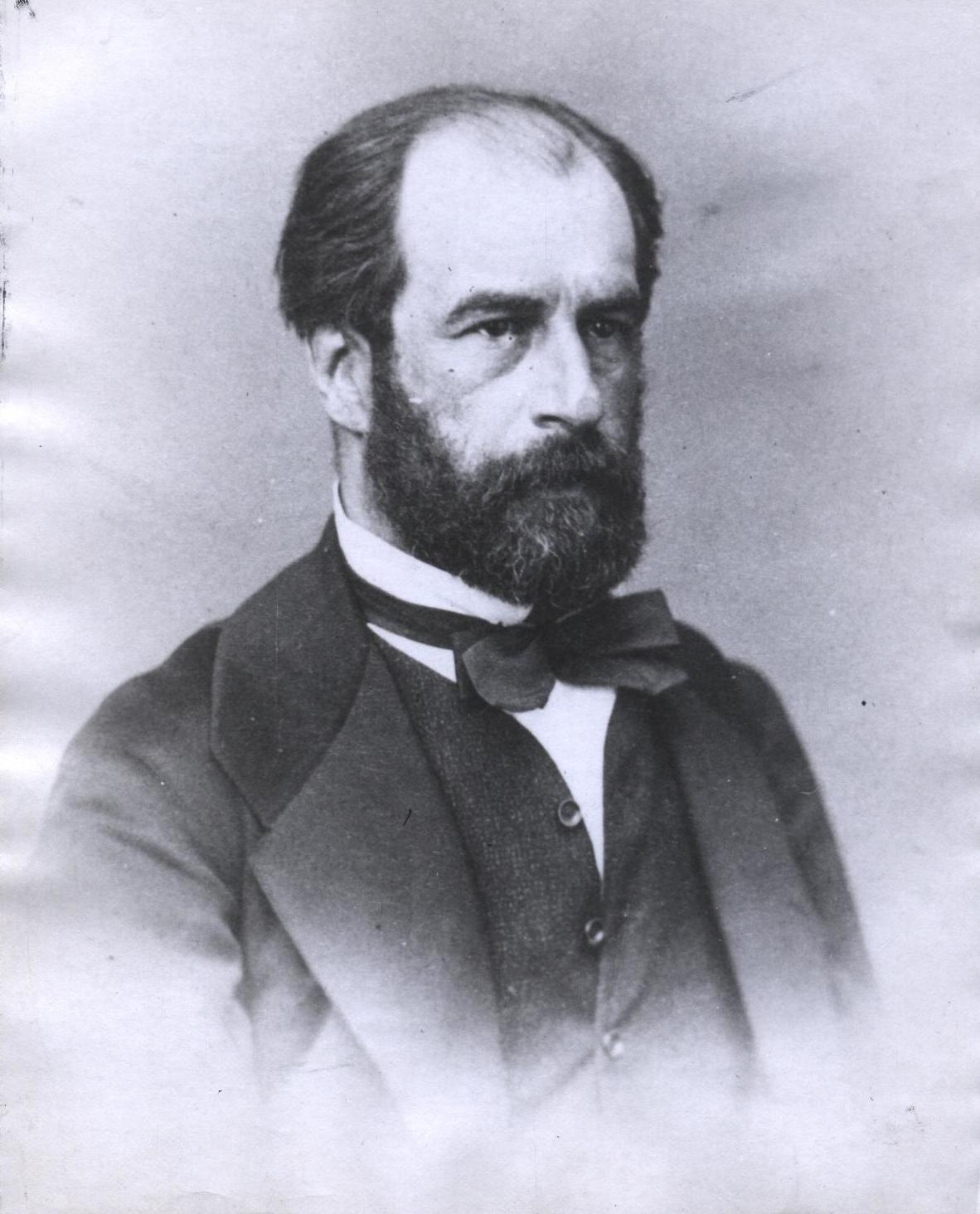
Federico Errázuriz Zañartu.

La mayor parte de las reformas se lleva a cabo entre los años 1873 y 1874, durante la administración de Federico Errázuriz Zañartu. El ánimo de las mismas estaba dirigido a menguar las facultades del Ejecutivo, por considerarlas proclives a la omnipotencia y al autoritarismo. En 1867, el Congreso declara reformables una serie de artículos de la Constitución de 1833, sin embargo dicha labor recaerá en los próximos parlamentarios, a elegirse en 1870. Los liberales organizan nuevamente el Club de la Reforma con el objetivo de promover y agilizar las modificaciones constitucionales antes de las nuevas elecciones. Así, en 1869, se promulga una nueva ley electoral, que reemplaza el registro electoral permanente por uno renovable cada tres años, prohibiendo a los miembros de las Fuerzas Armadas su inscripción.
El Congreso electo en 1870, despacha la primera modificación de la carta fundamental durante el gobierno de José Joaquín Pérez planteando la prohibición de la reelección del presidente para el período inmediatamente siguiente, situación que afecta al nuevo presidente electo, Federico Errázuriz Zañartu. Las transformaciones más contundentes se llevan a cabo bajo el gobierno de este último, y en manos de los parlamentarios electos en 1873. Una es la modificación del Cuórum legislativo, permitiéndole a la Cámara funcionar con la cuarta parte de sus miembros, y no con la mayoría absoluta. El Senado quedó funcionando con la tercera parte de sus miembros. Otra, es que los extranjeros pueden adquirir la nacionalidad con un año de residencia en Chile, y no doce, como se requería con anterioridad. También deja de ser causal de suspensión de la ciudadanía la morosidad con el fisco y la residencia fuera de Chile por más de diez años. Al derecho de reunión se suma el derecho de asociación sin aviso previo. Del mismo modo, contempla la libertad de enseñanza. Respecto de la composición del Congreso, se aumenta el número de diputados a uno por cada 20.000 habitantes, mientras que los senadores son elegidos por votación directa, uno por cada provincia.
La Constitución de 1833 contemplaba como atribución del Congreso la concesión al Presidente de la República de facultades extraordinarias, lo que podía implicar suspender las libertades individuales, de imprenta y de reunión. En caso de decretarse estado de sitio las personas podían ser encarceladas, relegadas o expatriadas, situación que se dio frecuentemente en el decenio de Manuel Montt y que sufrieron en carne propia muchos liberales, incluyendo al presidente Errázuriz. La reforma suprime esa facultad del Congreso, modificándola por la de dictar leyes de duración transitoria y por menos de un año, siempre y cuando así lo exija la seguridad interna del Estado. A la Comisión Conservadora, órgano destinado a subrogar al Congreso en algunas funciones durante su receso, se le suman siete diputados y se aboca a proteger las libertades individuales. Se disminuyen las trabas establecidas en la Constitución para llevar a cabo acusaciones contra ministros, agilizando los procesos. Al Consejo de Estado, órgano integrante del poder Ejecutivo, se le suman tres consejeros elegidos por el Senado, y tres por la Cámara de Diputados, privándole a los ministros el derecho a voto.
Un decreto de 1875 desconoció la propiedad indígena de la tierra al norte del río Tirúa, liberando el territorio para su colonización, limitada hasta ese momento a las zonas al norte del río Paicaví. A partir de entonces se generalizan las ventas de tierras mapuches a los nuevos colonos, muchas de ellas incluso por escritura pública ante la recién instalada notaría de Cañete; aún dependiente de los títulos del ministerio de relaciones exteriores; lo anterior se venía haciendo desde la urbanización de Lebu.  

## Alianza liberal-radical y las elecciones presidenciales
Rota la alianza, el presidente buscó apoyo político en los radicales, con los cuales compartía la lucha doctrinaria. Los radicales eran dirigidos por Manuel Antonio Matta, quien después de algunas reuniones secretas con el presidente, decidió brindarle el apoyo del radicalismo al gobierno, creándose la alianza liberal de 1874, que se concretó en un gabinete liberal radical en 1875.
Para esas fechas ya se venía el fin del mandato de Errázuriz y se acercaban las elecciones presidenciales.
El presidente montó la maquinaria electoral para asegurar el triunfo de su candidato, Aníbal Pinto, mas salió a la carrera presidencial un personaje inesperado, el ex-intendente de Santiago, Benjamín Vicuña Mackenna, quien con su propio partido, el Liberal Democrático (creado solo para apoyar su candidatura) y con algunos liberales sueltos, dieron la lucha por el sillón presidencial. Al proclamarse oficialmente la candidatura de Pinto por la Alianza Liberal, sin embargo, y tras una fuga de su apoyo Liberal Democrático, fue convencido por sus amigos para que renunciara a la candidatura. Pinto resultó elegido presidente, con un total de 293 votos sobre 307. 
Errázuriz dejó la presidencia en 1876 y falleció al año siguiente.
| Predecesor: Miguel Matías Güemes    | Ministro de Justicia, Culto e Instrucción Pública 1864-1866                             | Sucesor: Joaquín Blest Gana                  |
| Predecesor: José Manuel Pinto Arias | Ministro de Guerra y Marina 1866-1868                                                   | Sucesor: Francisco Echaurren García-Huidobro |
| Predecesor: José Joaquín Pérez      | Presidente de la República de Chile 18 de septiembre de 1871 - 18 de septiembre de 1876 | Sucesor: Aníbal Pinto                        |